# Саліу Гіндо
Саліу Гіндо (фр. Saliou Guindo, нар. 12 вересня 1996, Сегу) — малійський футболіст, нападник албанського клубу «Лачі».
Виступав, зокрема, за клуби «Жанна д'Арк» та «Аль-Фуджейра», а також національну збірну Малі.

## Клубна кар'єра
У дорослому футболі дебютував 2011 року виступами за команду «Жанна д'Арк», у якій провів два сезони. 
Своєю грою за цю команду привернув увагу представників тренерського штабу клубу «Бамако», до складу якого приєднався 2013 року. Відіграв за малійський клуб наступний сезон своєї ігрової кар'єри.
У 2014 році уклав контракт з клубом «АСЕК Мімозас», у складі якого провів наступний рік своєї кар'єри гравця. 
З 2015 року один сезон захищав кольори клубу «Есперанс». 
З 2017 року один сезон захищав кольори клубу «Аль-Аглі» (Манама). 
З 2018 року один сезон захищав кольори клубу «Скендербеу». 
З 2019 року один сезон захищав кольори клубу «Бюліс». Більшість часу, проведеного у складі «Бюліса», був основним гравцем атакувальної ланки команди. У складі «Бюліса» був одним з головних бомбардирів команди, маючи середню результативність на рівні 0,5 гола за гру першості.
У 2020 році захищав кольори клубів «Кечіоренгюджю» та «Гокулам Керала». 
Протягом 2021—2022 років захищав кольори клубу «Лачі».
У 2022 році приєднався до клубу «Аль-Фуджейра». 
До складу клубу «Лачі» на правах оренди повернувся 2023 року. Станом на 25 січня 2023 року відіграв за команду з Лачі 2 матчі в національному чемпіонаті.

## Виступи за збірні
У 2015 році залучався до складу молодіжної збірної Малі. На молодіжному рівні зіграв у 7 офіційних матчах.
У 2022 році дебютував в офіційних матчах у складі національної збірної Малі.

## Титули і досягнення
- Володар Кубка Ізраїлю (1):

«Маккабі» (Петах-Тіква): 2023-24
- Чемпіон Албанії (1):

«Егнатія»: 2024-25